# Wilaya d'El Bayadh
La wilaya d'El Bayadh (en arabe : ولاية البيض ; en tamazight : ⴰⴳⴻⵣⴷⵓ ⵏ ⵍⴱⴻⵢⵢⴻⴹ) est une wilaya algérienne située à l'Ouest du pays.
La wilaya fait partie intégrante de la région des Hautes Plaines steppiques.

## Géographie

### Localisation
La wilaya d'El Bayadh est délimitée :
- au nord, par les wilayas de Saïda et de Tiaret ;
- à l'est, par les wilayas de Laghouat et de Ghardaïa ;
- au sud, par la wilaya de Timimoun ;
- au sud-ouest, par la wilaya  de Béchar ;
- à l'ouest, par la wilaya de Naâma ;
- au nord-ouest, par la wilaya de Sidi Bel Abbès.

| Wilaya de Sidi Bel Abbès | Wilaya de Saïda    | Wilaya de Tiaret   |
| Wilaya de Naâma          | wilaya d'El Bayadh | Wilaya de Laghouat |
| Wilaya de Béchar         | Wilaya de Timimoun | Wilaya de Ghardaïa |

### Relief

Zones géographiques de la wilaya.

La wilaya d'El Bayadh fait partie intégrante de la région des Hautes Plaines steppiques du Sud-Ouest algérien. Sur le plan physique, elle présente trois grandes zones distinctes :
- Au nord : les Hautes Plaines ;
- Au centre : l'Atlas saharien ;
- Au sud : la frontière présaharienne.

## Histoire
La wilaya d'El Bayadh a été créée à l'issue du découpage administratif de 1985. Auparavant, elle était rattachée à la wilaya de Saïda.
Dans certains cas, ce découpage administratif a été contesté par les habitants de la région. Ainsi, Boussemghoun et Chellala, qui appartiennent à l'espace ksourien, principalement intégré dans la wilaya de Naâma, ont été séparés de leurs espaces fonctionnels.

## Démographie
Selon le recensement de 2008, la population de la wilaya d'El Bayadh est de 228 624 habitants contre 168 789 en 1998. 4 communes dépassaient alors la barre des 10 000 habitants
| Commune               | Population | Taux de croissance annuel 2008/1998 |
| --------------------- | ---------- | ----------------------------------- |
| El Bayadh             | 91 632     | 3,6 %                               |
| El Abiodh Sidi Cheikh | 24 949     | 1,9 %                               |
| Bougtoub              | 18 568     | 3,2 %                               |
| Brezina               | 12 468     | 3,9 %                               |

## Organisation de la wilaya

Organisation territoriale de la wilaya.

### Walis
Le poste de wali de la wilaya d'El Bayadh a été occupé par plusieurs personnalités politiques nationales depuis sa création le 4 février 1984.
| N° | Wali                        | Début             | Fin               |
| -- | --------------------------- | ----------------- | ----------------- |
| 1  | Mohamed Ould Kada Bensenane | 4 avril 1984      | 26 juillet 1989   |
| 2  | Mostefa Benmansour          | 26 juillet 1989   | 29 juillet 1990   |
| 3  | Mohamed Teraï               | 29 juillet 1990   | 21 août 1991      |
| 4  | Mustapha Rachid Bouchareb   | 21 août 1991      | 30 juin 1994      |
| 5  | Boulefaâ Benelmouaz         | 30 juin 1994      | 22 août 1999      |
| 6  | Djelloul Boukarabila        | 22 août 1999      | 17 août 2004      |
| 7  | Mohamed Ziani               | 17 août 2004      | 30 septembre 2010 |
| 8  | Salim Semmoudi              | 30 septembre 2010 | 22 juillet 2015   |
| 9  | Abdellah Benmansour         | 22 juillet 2015   | 13 juillet 2017   |
| 10 | Mohamed Djamel Khanfar      | 13 juillet 2017   | 17 septembre 2019 |
| 11 | Kamel Touchène              | 17 septembre 2019 | 25 août 2021      |
| 12 | Farid Moahamedi             | 25 août 2021      | 6 septembre 2023  |
| 13 | Noureddine Belaribi         | 6 septembre 2023  | en cours          |

### Daïras
La wilaya d'El Bayadh compte huit daïras.

### Communes
La wilaya d'El Bayadh compte vingt-deux communes.

## Barrage vert
Cette wilaya a été comprise dans la ceinture forestière du barrage vert initié en 1970.

## Ressources hydriques

### Barrages
Cette wilaya comprend les barrages suivants:
- Barrage de Larouia[16].

Ces barrages font partie des 65 barrages opérationnels en Algérie alors que 30 autres sont en cours de réalisation en 2015.

## Santé
- Hôpital d'El Bayadh.
- Hôpital d'El Abiodh Sidi Cheikh.
- Hôpital de Bougtob.